# Jacobus van Trojen
Jacobus van Trojen (achternaam ook gespeld als van Troijen; Groningen, 21 juni 1776 – aldaar, 28 januari 1841) was een Nederlands militair in de Bevrijdingsoorlog tegen de Franse overheersing, en later schout/burgemeester van Haren in de provincie Groningen.

## Biografie
Van Trojen is gedoopt op 26 juni 1776. Hij was de jongste van acht kinderen. Zijn ouders waren Gerrit van Trojen jr. (1734–1794) uit Groningen en Magdalena Catharina van Oostbroek (1738–1829) uit Hoogezand.
Tijdens de Bevrijdingsoorlog stond Van Trojen als luitenant-kolonel aan het hoofd van het 8e bataljon van de Landstorm. Dit bataljon bestond uit inwoners van Haren, Helpman en Glimmen. Hij huwde op 29 september 1813 met Titia Gerhardina Busch (1772–1849). Zij was de zuster van kolonel Marcus Busch, die in 1814 de belegering van Delfzijl leidde door 400 man van de Landstorm uit Winschoten. Na het huwelijk werd Van Trojen ingezetene van Haren.
In 1816 werd hij schout van deze plaats. In 1825 werd deze functie per Koninklijk Besluit omgezet in burgemeester. Dit bleef Van Tojen tot aan zijn overlijden in 1841. In 1820 stelde hij in dat burgers van de gemeente op zaterdagmorgen in het gemeentehuis onderwerpen konden voordragen aan de schout en zijn assessoren. Deze vorm van inspraak was in die tijd ongebruikelijk.
Het echtpaar woonde in het buitenhuis Zorgvrij. Dit was gebouwd door Van Trojens schoonvader, de koopman Izaäk Busch, op de plek waar vroeger de Emdaborg had gestaan. In 1832 stond het huis op naam van Van Trojen in het kadaster ingetekend. Zijn vrouw en de andere erfgenamen van Izaäk Busch probeerden verschillende keren het huis te verkopen, maar zonder succes. Daarop verkochten zij het in 1832 op afbraak, waarna het waarschijnlijk in het voorjaar van 1833 afgebroken werd.